# Háled Mohammed Szaíd
Háled Mohammed Szaíd (a sajtóban gyakran Khaled Said vagy Saeed) (1982. január 27. – Alexandria, 2010. június 6.), a 2011 elején Egyiptomban kitört kormányellenes tüntetések egyik jelképe, akit 2010. június 6-án két egyiptomi rendőr vert agyon Alexandriában Halála óriási felzúdulást keltett Egyiptomban, az állandó rendőri túlkapások elleni mozgalom ikonjává lett.

## Élete
Szaíd még fiatalon elveszítette édesapját, így édesanyja és rokonsága nevelte fel. Mivel érdeklődést mutatott a számítógépek iránt, programozást tanult az Amerikai Egyesült Államokban. Szerette a zenét is és megalkotott egy zenei művet is halála előtt.

## Halála
2010. június 6-án Szaíd egy internetkávézó második emeletén ült. Ekkor két nyomozó lépett a helyiségbe a Szídi Gáber rendőrőrsről és letartóztatták. Szemtanúk állítása szerint ütlegelték és többször is hozzávágták őt az útba eső tárgyakhoz, miközben a kint várakozó rendőrautóhoz cipelték.
Több tanú is azt vallotta, hogy Szaídot halálra verték a rendőrök. A rendőrség tájékoztatása szerint Szaíd megfulladt, miközben megpróbált lenyelni egy csomag hasist – állításuk bizonyítására az Igazságügyi Hatóság két boncolási jegyzőkönyvét is bemutatták. A családtagok állítása szerint viszont azért halt meg, mert olyan videóanyaggal rendelkezett, amely alapján egy drogüzletben érintettek voltak a rendőrség tagjai is.

## Következmények

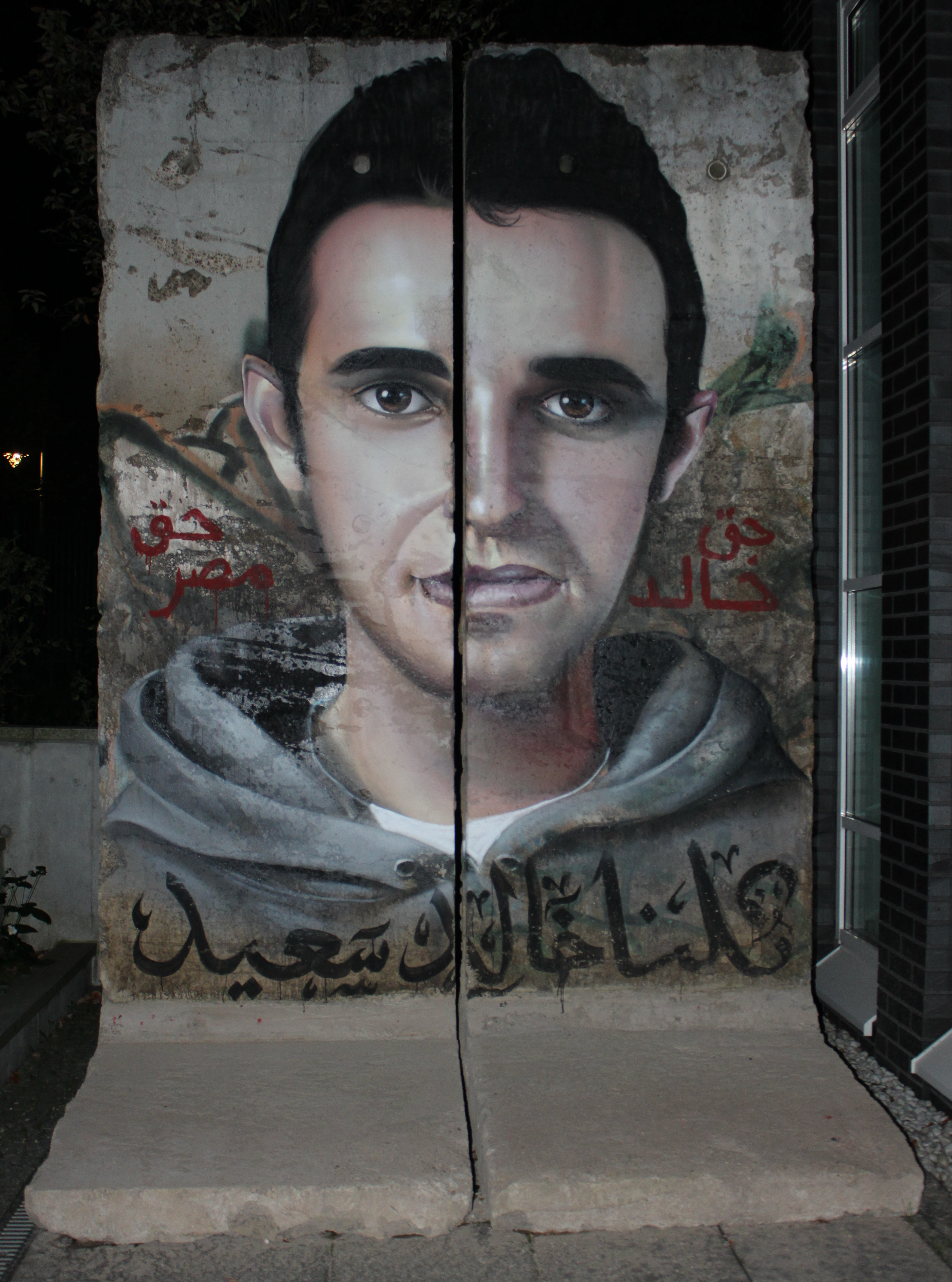
Háled Mohammed Szaídot ábrázoló graffiti a berlini falon

Szaíd holttestének képe 2010 júniusában kikerült az internetre. A fotókon brutális bántalmazás nyomai láthatóak, így azok nagy felhördülést okoztak. A felháborodás nyomán született egy Facebook-emlékoldal is, melynek közel százezer követője lett. A fotó és az arra érkező nemzetközi kritikák nagy száma miatt az egyiptomi kormány elfogadta, hogy per induljon a halálesetben érintett két rendőr ellen.

### Tüntetések
2010. június 25-én Mohammed el-Barádei, a Nemzetközi Atomenergia-ügynökség volt vezetője menetet vezetett Alexandriába, tiltakozva az állítólagos bántalmazások miatt és meglátogatva Szaíd családját, kifejezve részvétét
Tiltakozások kezdődtek a kairói Tahrír téren és a londoni egyiptomi nagykövetség épülete előtt is. A Tahrír téren harminc tiltakozót letartóztattak, a többieket szétkergették.
2011. január 28-án Egyiptomban óriási méretű tüntetések kezdődtek, miután az előre tervezett és meghirdetett megmozdulások ellen a kormányzat lekapcsolta az ország szinte teljes internet- és telefonhálózatát. Az országból csak a külföldi sajtó műholdas telefonjain került ki információ, illetve elsődleges hírforrássá vált az ellenállók által működtetett, We are all Khaled Said („Mi mind Háled Szaíd vagyunk”) nevű Facebook-csoport.

## Külső hivatkozások
- We are all Khaled Said Facebook-csoport (angolul)
- We are all Khaled Said weboldal (angolul)